# Ignacio Freyre
José Ignacio de las Mercedes del Corazón de Jesús Freyre fue un comerciante y político argentino.

## Datos biográficos
Nació en la ciudad de Córdoba el 9 de septiembre de 1846 y sus padres fueron Martiniano Freyre y Micaela Sánchez Moscoso. Contrajo matrimonio con Rosaura Piñero.
Fue comisionista de hacienda en la ciudad de Córdoba, actuando en nombre de hacendados del interior de la provincia, y gerente de la empresa de tranvías San Vicente, además de desarrollar otras actividades empresariales y comerciales.
A partir de 1882 fue juez de paz de la capital, designado por el entonces gobernador Miguel Juárez Celman.
Intervino en la política local en el Partido Autonomista Nacional (llamado Partido Nacional) apoyando a los intendentes Alejandro Vieyra y Benigno Acosta quienes gobernaron la ciudad, con algunas intermitencias, entre 1891 y 1896. De esta manera, junto a su hermano Martiniano formó parte de un grupo de hacendados y comerciantes conocidos como "los vicentinos", por su común residencia en el entonces pueblo, luego barrio San Vicente.
Fue concejal de la ciudad y presidente del Concejo Deliberante. Ocupando este último cargo, entre febrero y marzo de 1892 Freyre se hizo cargo de la intendencia de manera interina por unos veinte días. Como concejal, integró las comisiones de hacienda y obras públicas en 1891 y 1896.